# Tony Millionaire
Tony Millionaire (né Scott Richardson en 1956 à Boston) est un cartooniste et dessinateur et auteur de comic américain. Il est notamment connu et reconnu pour être l'auteur de  Sock Monkey (en) et  Maakies (en).

## Biographie

### Pseudonyme
Quand on l'interroge sur l'utilisation d'un nom de plume, Millionaire soutient que « Tony Millionaire » est son véritable nom. Il a par ailleurs déclaré que son nom de famille atypique venait d'un mot en ancien français qui signifiait « personne qui possédait un millier de serfs ». Certains pensent que le nom « Tony Millionaire » trouve son origine dans un personnage de la série télé des années 1960, Jinny de mes rêves.
Millionaire a aussi prévu que s'il publiait, dans le futur, des ouvrages plus grand public, il le ferait sous un alias différent, pour différencier ces travaux des autres, au rendu plus vulgaire,.
En 2020 paraît en France Billy Noisettes (éd. Huber) et l'ouvrage fait partie de la sélection pour le fauve d'or du Festival d'Angoulême 2021.

## Publications

### En anglais
- The Adventures of Tony Millionaire's Sock Monckey, 1998, 1999, 2000 ; Dark Horse Comics, 2002.

### En français
- Sock Monkey, Rackham :

1. Sock Monkey, 2002  (ISBN 2878270657)[6].
2. Oncle Gabby, 2008  (ISBN 9782878271089). Sélection officielle du Festival d'Angoulême 2009.
3. Nouvelles Aventures d'un singe de chiffon, 2012  (ISBN 9782878271461).

- Maakies, Rackham :

1. Maakies, 2013.
2. Bijoux de famille, 2015  (ISBN 9782878271850).

- Billy Noisettes, Huber, 2020, 224 p.  (ISBN 9782955261057).
- Sock Monkey (intégrale), Huber, 2021  (ISBN 9782492042034).

## Récompenses
- 2000 : Prix Eisner du talent méritant une plus grande reconnaissance pour Sock Monkey
- 2001 : Prix Eisner du meilleur auteur humoristique pour Maakies et Sock Monkey et de la meilleure publication humoristique pour Sock Monkey vol. 3
- 2003 : Prix Eisner du meilleur auteur humoristique pour House at Maakies Corner
- 2004 : Prix Harvey spécial pour d'humour pour Sock Monkey ; du meilleur comic strip en syndication pour Maakies
- 2006 : 
  - Prix Harvey du meilleur comic strip en syndication pour Maakies
  - Prix Ignatz du meilleur auteur pour Billy Hazelnuts
- 2007 : Prix Eisner du meilleur auteur humoristique pour Billy Hazelnuts et Sock Monkey: The Inches Incidents